# 尹氏鱼属
尹氏魚屬是生存於泥盆紀前期的中大型盾皮魚，屬於節甲魚目異骨魚科，也是該科體型最小，且唯一在亞洲有化石紀錄的成員。其正模標本是僅有的已知化石（編號 IVPP V7142），為一具長25公分，寬35公分的顱頂甲，推算全長約1.3至1.5公尺，發現於中國雲南省武定縣的海口組地層。屬名取自已故中國古生物學家尹贊勛的姓氏，以表彰他對中國地質學與古生物學的貢獻。

## 描述
这个属是在中国云南武定的埃姆斯期地层中发现的。在整体解剖学上，它与分布于欧洲的异骨鱼类极为相似，尽管它的大小、颈项板的形状和身体各部分所占的比例不同。